# ブエルタ・ア・エスパーニャ2014
ブエルタ・ア・エスパーニャ 2014(西: Vuelta a España 2014)は、ブエルタ・ア・エスパーニャの69回目のレース。2014年8月23日から9月14日まで行なわれた。

## 大会概要
同年7月のツール・ド・フランスにおいて総合優勝候補に挙げられながら共に負傷による途中リタイアとなったクリス・フルームとアルベルト・コンタドール、5月のジロ・デ・イタリアで総合優勝を果たしたナイロ・キンタナと同総合3位のファビオ・アル、2013年のツール・ド・フランス総合3位のホアキン・ロドリゲス、2009年ブエルタで総合優勝しているアレハンドロ・バルベルデらによる争いが予想された。
しかし、キンタナは個人タイムトライアルの第10ステージで落車し、次の第11ステージで途中リタイア。その後はコンタドールがフルーム、バルベルデ等との激しい争いを繰り広げ、見事に2年ぶり3度目のブエルタ総合優勝を果たした。
また、ポイント賞部門ではヨーン・デーゲンコルプが区間4勝を挙げポイント賞を獲得。山岳賞は中盤までアレハンドロ・バルベルデが堅持していたが、ルイス・レオン・サンチェスが終盤に逆転し獲得した。デーゲンコルプとサンチェスのグランツールでの4賞ジャージ獲得はそれぞれ初となる。

## 日程
| 区間 | 月日 | コース                                                          | 距離(km) | 種類 | 種類                   | 区間優勝者                   |
| ---- | ---- | --------------------------------------------------------------- | -------- | ---- | ---------------------- | ---------------------------- |
| 1    | 8/23 | ヘレス・デ・ラ・フロンテーラ                                    | 12.6     |      | チームタイムトライアル | モビスター・チーム           |
| 2    | 8/24 | アルヘシラス - サンフェルナンド                                 | 174.4    |      | 平坦ステージ           | ナセル・ブアニ               |
| 3    | 8/25 | カディス - アルコス・デ・ラ・フロンテーラ                       | 188      |      | 丘陵ステージ           | マイケル・マシューズ         |
| 4    | 8/26 | マイレナ・デル・アルコル - コルドバ                             | 172.6    |      | 中級山岳ステージ       | ヨーン・デーゲンコルプ       |
| 5    | 8/27 | プリエゴ・デ・コルドバ - ロンダ                                 | 182.3    |      | 平坦ステージ           | ヨーン・デーゲンコルプ       |
| 6    | 8/28 | ベナルマデナ - ラ・スビア                                       | 157.7    |      | 山岳ステージ           | アレハンドロ・バルベルデ     |
| 7    | 8/29 | アレンディン - アルカウデテ                                     | 165.4    |      | 丘陵ステージ           | アレッサンドロ・デ・マルキ   |
| 8    | 8/30 | バエサ - アルバセテ                                             | 207.4    |      | 平坦ステージ           | ナセル・ブアニ               |
| 9    | 8/31 | カルボネラス・デ・グアダサオン - アラモン・バルデリナレス       | 181      |      | 山岳ステージ           | ウィネル・アナコナ           |
|      | 9/1  |                                                                 |          |      | 休息日                 |                              |
| 10   | 9/2  | モナステリオ・デ・ベルエラ - ボルハ                             | 34.5     |      | 個人タイムトライアル   | トニー・マルティン           |
| 11   | 9/3  | パンプローナ - サンミゲル・デ・アララル                         | 151      |      | 山岳ステージ           | ファビオ・アル               |
| 12   | 9/4  | ログローニョ - ログローニョ                                     | 168      |      | 平坦ステージ           | ヨーン・デーゲンコルプ       |
| 13   | 9/5  | ベロラド - オブレゴン                                           | 182      |      | 中級山岳ステージ       | ダニエル・ナバロ             |
| 14   | 9/6  | サンタンデール - ラ・カンペローナ                               | 199      |      | 山岳ステージ           | ライダー・ヘシェダル         |
| 15   | 9/7  | オビエド - ラゴス・デ・コバドンガ                               | 149      |      | 山岳ステージ           | プジェムィスワフ・ニエミエツ |
| 16   | 9/8  | サンマルティン・デル・レイ・アウレリオ - ラ・ファラポーナ       | 158.8    |      | 山岳ステージ           | アルベルト・コンタドール     |
|      | 9/9  |                                                                 |          |      | 休息日                 |                              |
| 17   | 9/10 | オルティゲイラ - ア・コルーニャ                                 | 174      |      | 平坦ステージ           | ヨーン・デーゲンコルプ       |
| 18   | 9/11 | ラ・エストラーダ - モンテカステロベ・エン・メイス               | 173.5    |      | 中級山岳ステージ       | ファビオ・アル               |
| 19   | 9/12 | サルバテーラ・デ・ミーニョ - カンガス・ド・モラーソ             | 176.5    |      | 中級山岳ステージ       | アダム・ハンセン             |
| 20   | 9/13 | サンタエステボ・デ・リバス・ド・シル - プエルト・デ・アンカレス | 163.8    |      | 山岳ステージ           | アルベルト・コンタドール     |
| 21   | 9/14 | サンティアゴ・デ・コンポステーラ                                | 10       |      | 個人タイムトライアル   | アドリアーノ・マローリ       |

## 各賞の変遷
| 区間     | 区間勝者                     | 総合首位                 | ポイント賞             | 山岳賞                     | 複合賞                   | チーム総合首位                   | 敢闘賞                     |
| -------- | ---------------------------- | ------------------------ | ---------------------- | -------------------------- | ------------------------ | -------------------------------- | -------------------------- |
| 1        | モビスター・チーム           | ホナタン・カストロビエホ | なし                   | なし                       | なし                     | モビスター・チーム               | なし                       |
| 2        | ナセル・ブアニ               | アレハンドロ・バルベルデ | ナセル・ブアニ         | ネイサン・ハース           | ヴァレリオ・コンティ     | モビスター・チーム               | ハビエル・アラメンディア   |
| 3        | マイケル・マシューズ         | マイケル・マシューズ     | ナセル・ブアニ         | ルイス・マス               | ルイス・マス             | ベルキン・プロサイクリングチーム | ルイス・マス               |
| 4        | ヨーン・デーゲンコルプ       | マイケル・マシューズ     | マイケル・マシューズ   | ルイス・マス               | ヴァレリオ・コンティ     | ベルキン・プロサイクリングチーム | アメツ・チュルカ           |
| 5        | ヨーン・デーゲンコルプ       | マイケル・マシューズ     | ヨーン・デーゲンコルプ | ルイス・マス               | セルジョ・パルディリャ   | ベルキン・プロサイクリングチーム | ピム・リヒハルト           |
| 6        | アレハンドロ・バルベルデ     | アレハンドロ・バルベルデ | ヨーン・デーゲンコルプ | ルイス・マス               | アレハンドロ・バルベルデ | ベルキン・プロサイクリングチーム | ピム・リヒハルト           |
| 7        | アレッサンドロ・デ・マルキ   | アレハンドロ・バルベルデ | ヨーン・デーゲンコルプ | ルイス・マス               | アレハンドロ・バルベルデ | ベルキン・プロサイクリングチーム | ライダー・ヘシェダル       |
| 8        | ナセル・ブアニ               | アレハンドロ・バルベルデ | ヨーン・デーゲンコルプ | ルイス・マス               | アレハンドロ・バルベルデ | ベルキン・プロサイクリングチーム | ハビエル・アラメンディア   |
| 9        | ウィネル・アナコナ           | ナイロ・キンタナ         | ヨーン・デーゲンコルプ | ルイス・マス               | アレハンドロ・バルベルデ | モビスター・チーム               | ルイス・マス               |
| 10       | トニー・マルティン           | アルベルト・コンタドール | ヨーン・デーゲンコルプ | ルイス・マス               | アレハンドロ・バルベルデ | モビスター・チーム               | トニー・マルティン         |
| 11       | ファビオ・アル               | アルベルト・コンタドール | ヨーン・デーゲンコルプ | ルイス・マス               | アレハンドロ・バルベルデ | モビスター・チーム               | ヴァシル・キリエンカ       |
| 12       | ヨーン・デーゲンコルプ       | アルベルト・コンタドール | ヨーン・デーゲンコルプ | ルイス・マス               | アレハンドロ・バルベルデ | モビスター・チーム               | マティアス・クリチェク     |
| 13       | ダニエル・ナバロ             | アルベルト・コンタドール | ヨーン・デーゲンコルプ | ルイス・マス               | アレハンドロ・バルベルデ | モビスター・チーム               | ルイス・レオン・サンチェス |
| 14       | ライダー・ヘシェダル         | アルベルト・コンタドール | ヨーン・デーゲンコルプ | ルイス・レオン・サンチェス | アレハンドロ・バルベルデ | モビスター・チーム               | ルイス・レオン・サンチェス |
| 15       | プジェムィスワフ・ニエミエツ | アルベルト・コンタドール | ヨーン・デーゲンコルプ | アレハンドロ・バルベルデ   | アレハンドロ・バルベルデ | チーム・カチューシャ             | ハビエル・アラメンディア   |
| 16       | アルベルト・コンタドール     | アルベルト・コンタドール | ヨーン・デーゲンコルプ | ルイス・レオン・サンチェス | アレハンドロ・バルベルデ | チーム・カチューシャ             | ルイス・レオン・サンチェス |
| 17       | ヨーン・デーゲンコルプ       | アルベルト・コンタドール | ヨーン・デーゲンコルプ | ルイス・レオン・サンチェス | アレハンドロ・バルベルデ | チーム・カチューシャ             | ボブ・ユンゲルス           |
| 18       | ファビオ・アル               | アルベルト・コンタドール | ヨーン・デーゲンコルプ | ルイス・レオン・サンチェス | アルベルト・コンタドール | チーム・カチューシャ             | ルイス・レオン・サンチェス |
| 19       | アダム・ハンセン             | アルベルト・コンタドール | ヨーン・デーゲンコルプ | ルイス・レオン・サンチェス | アルベルト・コンタドール | チーム・カチューシャ             | ピム・リヒハルト           |
| 20       | アルベルト・コンタドール     | アルベルト・コンタドール | ヨーン・デーゲンコルプ | ルイス・レオン・サンチェス | アルベルト・コンタドール | チーム・カチューシャ             | ジェローム・コッペル       |
| 21       | アドリアーノ・マローリ       | アルベルト・コンタドール | ヨーン・デーゲンコルプ | ルイス・レオン・サンチェス | アルベルト・コンタドール | チーム・カチューシャ             | アドリアーノ・マローリ     |
| 最終成績 | 最終成績                     | アルベルト・コンタドール | ヨーン・デーゲンコルプ | ルイス・レオン・サンチェス | アルベルト・コンタドール | チーム・カチューシャ             | クリス・フルーム           |

## 最終成績

### 個人総合成績
|    | 選手名                   | 国籍         | チーム                           | 時間           |
| -- | ------------------------ | ------------ | -------------------------------- | -------------- |
| 1  | アルベルト・コンタドール | スペイン     | ティンコフ＝サクソ               | 81時間25分05秒 |
| 2  | クリス・フルーム         | イギリス     | チームスカイ                     | +1分10秒       |
| 3  | アレハンドロ・バルベルデ | スペイン     | モビスター・チーム               | +1分50秒       |
| 4  | ホアキン・ロドリゲス     | スペイン     | チーム・カチューシャ             | +3分25秒       |
| 5  | ファビオ・アル           | イタリア     | アスタナ・プロチーム             | +4分48秒       |
| 6  | サムエル・サンチェス     | スペイン     | BMC・レーシング                  | +9分30秒       |
| 7  | ダニエル・マーティン     | アイルランド | ガーミン・シャープ               | +10分38秒      |
| 8  | ワレン・バルギル         | フランス     | ジャイアント・シマノ             | +11分50秒      |
| 9  | ダミアーノ・カルーゾ     | イタリア     | キャノンデール・プロサイクリング | +12分50秒      |
| 10 | ダニエル・ナバーロ       | スペイン     | コフィディス                     | +13分02秒      |

### ポイント賞
|   | 選手名                   | 国籍     | チーム               | ポイント |
| - | ------------------------ | -------- | -------------------- | -------- |
| 1 | ヨーン・デーゲンコルプ   | ドイツ   | ジャイアント・シマノ | 169      |
| 2 | アレハンドロ・バルベルデ | スペイン | モビスター・チーム   | 146      |
| 3 | アルベルト・コンタドール | スペイン | ティンコフ＝サクソ   | 145      |
| 4 | クリス・フルーム         | イギリス | チームスカイ         | 139      |
| 5 | ホアキン・ロドリゲス     | スペイン | チーム・カチューシャ | 117      |

### 山岳賞
|   | 選手名                       | 国籍       | チーム             | ポイント |
| - | ---------------------------- | ---------- | ------------------ | -------- |
| 1 | ルイス・レオン・サンチェス   | スペイン   | カハ・ルラル       | 58       |
| 2 | アルベルト・コンタドール     | スペイン   | ティンコフ＝サクソ | 45       |
| 3 | アレハンドロ・バルベルデ     | スペイン   | モビスター・チーム | 40       |
| 4 | プジェムィスワフ・ニエミエツ | ポーランド | ランプレ・メリダ   | 33       |
| 5 | クリス・フルーム             | イギリス   | チームスカイ       | 33       |

### コンビネーション賞
|   | 選手名                   | 国籍     | チーム               | ポイント |
| - | ------------------------ | -------- | -------------------- | -------- |
| 1 | アルベルト・コンタドール | スペイン | ティンコフ＝サクソ   | 6        |
| 2 | アレハンドロ・バルベルデ | スペイン | モビスター・チーム   | 8        |
| 3 | クリス・フルーム         | イギリス | チーム・スカイ       | 11       |
| 4 | ホアキン・ロドリゲス     | スペイン | チーム・カチューシャ | 17       |
| 5 | ファビオ・アル           | イタリア | アスタナ・プロチーム | 19       |

### チーム時間賞
| 1位 | チーム・カチューシャ | 244時間19分36秒 |
| 2位 | モビスター・チーム   | +38分54秒       |
| 3位 | ティンコフ＝サクソ   | +40分16秒       |
| 4位 | コフィディス         | +52分33秒       |
| 5位 | チーム・スカイ       | +1時間06分31秒  |